# Xiyu
Xiyu (dosł. Rejony Zachodnie) – w starożytnych źródłach chińskich określenie ziem Turkiestanu Wschodniego, rozciągających się od Yumenguan na wschodzie do Pamiru na zachodzie i jeziora Issyk-kul na północnym zachodzie. Na obszarze tym, w dorzeczu Tarymu, wzdłuż biegnących po obu stronach pustyni Takla Makan szlaków handlowych leżały zbudowane wokół oaz miasta-państwa: Loulan, Hoten i Jarkend na południu oraz Turfan, Karaszar, Kucza i Kaszgar na północy. Z nich biegły szlaki handlowe na zachód, do Fergany, Chorezmu, Baktrii, Indii, Persji i Imperium Romanum.
Obecnie dawne Xiyu jest częścią Chin jako region autonomiczny Xinjiang.